# Krauss-Maffei
Grupul KraussMaffei, este un producător de mașini de turnare prin injecție, mașini pentru tehnologia de extrudare a materialelor plastice și mașini de procesare a reacțiilor. A fost achiziționată de ChemChina, o întreprindere chineză de stat, în 2016.

## Istorie
Krauss-Maffei a fost constituită în 1931 dintr-o fuziune a celor două firme din Maffei (fondată în 1838) și Krauss & Co. (fondată în 1860). Ambele au aparținut conducătorilor germani de locomotive de diferite tipuri. Maffei a construit, de asemenea, alte vehicule cu aburi și, mai târziu, vehicule echipate cu motoare cu ardere internă, inclusiv locomotive, troleibuze și autobuze până în anii 1950.
În anii 1960, Krauss-Maffei a construit câteva exemple de locomotivă diesel-hidraulică ML 4000 C'C pentru demonstrații și teste pe căile ferate americane. Pacific Railroad și Denver and Rio Grande Western Railroad au participat la teste, dar amândouă au găsit locomotivele nepotrivite pentru a fi servite în Munții Stâncoși accidentați prin care au trecut cele două căi ferate. 1963 compania a început producția de rezervor Leopard, producția Leopard 2 din 1973. În anii șaptezeci, ei au fost implicați în dezvoltarea trenului de levitație magnetică Transrapid. În 1999, compania a fuzionat cu Mannesmann DEMAG.
Componenta de apărare și locomotivă a Krauss-Maffei a fost ulterior decuplată și fuzionată cu Wegmann și a devenit societatea actuală Krauss-Maffei Wegmann (KMW), care este independentă de grupul KraussMaffei.
În noiembrie 2018, Krauss-Maffei a fost victima unui atac de răscumpărare, ceea ce a condus la o retragere severă a producției.

## Legături externe
- Official Krauss-Maffei Group website Arhivat în 5 iunie 2019, la Wayback Machine.